# グリーン・スター
グリーン・スターは、キルシュワッサーをベースとするカクテルで、ショートドリンク（ショートカクテル）である。なお、このカクテルの緑色は、グリーン・ペパーミント（クレーム・ド・マント）というミントリキュールに由来する。

## 標準的なレシピ
- キルシュワッサー ： グリーン・ペパーミント ：オレンジ・キュラソー ＝ 4：1：1

## 作り方
キルシュワッサー、グリーン・ペパーミント、オレンジ・キュラソーを、ミキシング・グラスでステアして、カクテル・グラス（容量75〜90ml程度）に注げば完成である。

## 備考
- シェークによって作る場合もある。
- 甘味料をわずかに（シュガー・シロップを一振り程度）加えて作ることもある。